# Park Wodny w Krakowie
Park Wodny w Krakowie – park wodny w Krakowie, w dzielnicy Mistrzejowice przy ul. Dobrego Pasterza 126.
Został otwarty w czerwcu 2000 roku.

## Atrakcje
W skład kompleksu wchodzą:
- zjeżdżalnie
- sauny
- brodzik
- fontanny
- jacuzzi
- bar
- wodne ścianki wspinaczkowe